# Кумдыколь (село)
Кумдыколь (каз. Құмдыкөл, бывшее Новоникольск) — село в Сандыктауском районе Акмолинской области Казахстана. Входит в состав Новоникольского сельского округа. Код КАТО — 116453200.

## География
Село расположено в северной части района близ озера Кундызколь, в 27 км на север от центра района села Балкашино, в 4 км на север от центра сельского округа села Новоникольское.

### Улицы[3]
- ул. Абаскалова,
- ул. Акана Сере,
- ул. Бейбитшилик,
- ул. Достык,
- ул. Кабылкаса Шарубаева,
- ул. Набережная

### Ближайшие населённые пункты
- село Мысок в 3 км на юго-западе,
- село Новоникольское в 4 км на юге.

## Население
В 1989 году население села составляло 452 человек (из них русских 67%, казахов 26%).
В 1999 году население села составляло 409 человек (207 мужчин и 202 женщины). По данным переписи 2009 года, в селе проживали 274 человека (137 мужчин и 137 женщин).
| Численность населения | Численность населения | Численность населения |
| 1989                  | 1999                  | 2009                  |
| --------------------- | --------------------- | --------------------- |
| 452                   | ↘409                  | ↘274                  |